# Roman Kainrath
Roman Kainrath (* 3. Mai 1977) ist ein österreichischer Politiker der Sozialdemokratischen Partei Österreichs (SPÖ). Ab 2017 war er Vizebürgermeister der Marktgemeinde Lutzmannsburg. Seit dem 17. Februar 2020 ist Kainrath Abgeordneter zum Burgenländischen Landtag und seit Juli 2022 Bürgermeister von Lutzmannsburg.

## Leben
Roman Kainrath arbeitet seit 1998 als Polizist für die Landespolizeidirektion Burgenland. Als Fußballspieler ist er für den SV Lutzmannsburg aktiv.
Seine politische Karriere begann er 2007 als Gemeinderat der Marktgemeinde Lutzmannsburg. 2012 wurde er Ortsvorsteher des Ortsteiles Strebersdorf. Nach der Gemeinderatswahl 2017 wurde er zum Vizebürgermeister von Lutzmannsburg gewählt.
Bei der vorgezogenen Landtagswahl im Burgenland 2020 kandidierte er im Landtagswahlkreis 4 (Bezirk Oberpullendorf) hinter Landesrat Heinrich Dorner und Elisabeth Trummer auf dem dritten Listenplatz. Am 17. Februar 2020 wurde er in der konstituierenden Sitzung der XXII. Gesetzgebungsperiode als Abgeordneter zum Burgenländischen Landtag angelobt, wo er Mitglied des Immunitäts- und Unvereinbarkeitsausschusses sowie des Wirtschaftsausschusses wurde. Im SPÖ-Landtagsklub fungiert er als Bereichssprecher für Vereine, Straßenbau, Verwaltung und Bürgerservice.
Im Juli 2022 wurde er nach dem Rücktritt von Christian Rohrer von der Liste ADL zum Bürgermeister von Lutzmannsburg gewählt. Bei der Bürgermeisterwahl wurde er im Oktober 2022 mit 72,98 Prozent als Bürgermeister bestätigt. Im März 2023 wurde er zum Stellvertreter des Bezirksparteivorsitzenden Heinrich Dorner im Bezirk Oberpullendorf gewählt.